# Quercus macranthera
Quercus macranthera là một loài thực vật có hoa trong họ Cử. Loài này được Fisch. & C.A.Mey. ex Hohen. miêu tả khoa học đầu tiên năm 1838.

## Hình ảnh

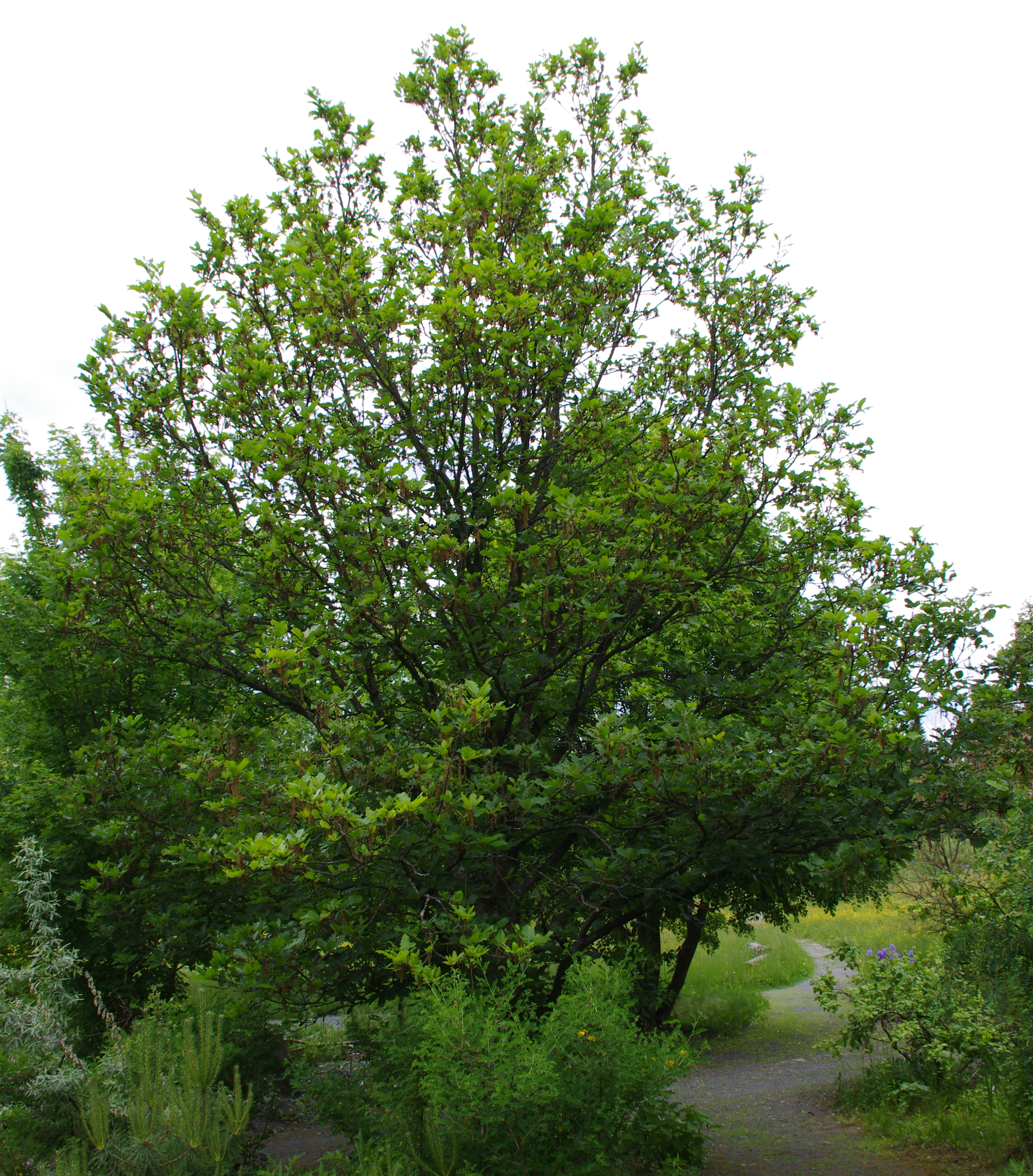
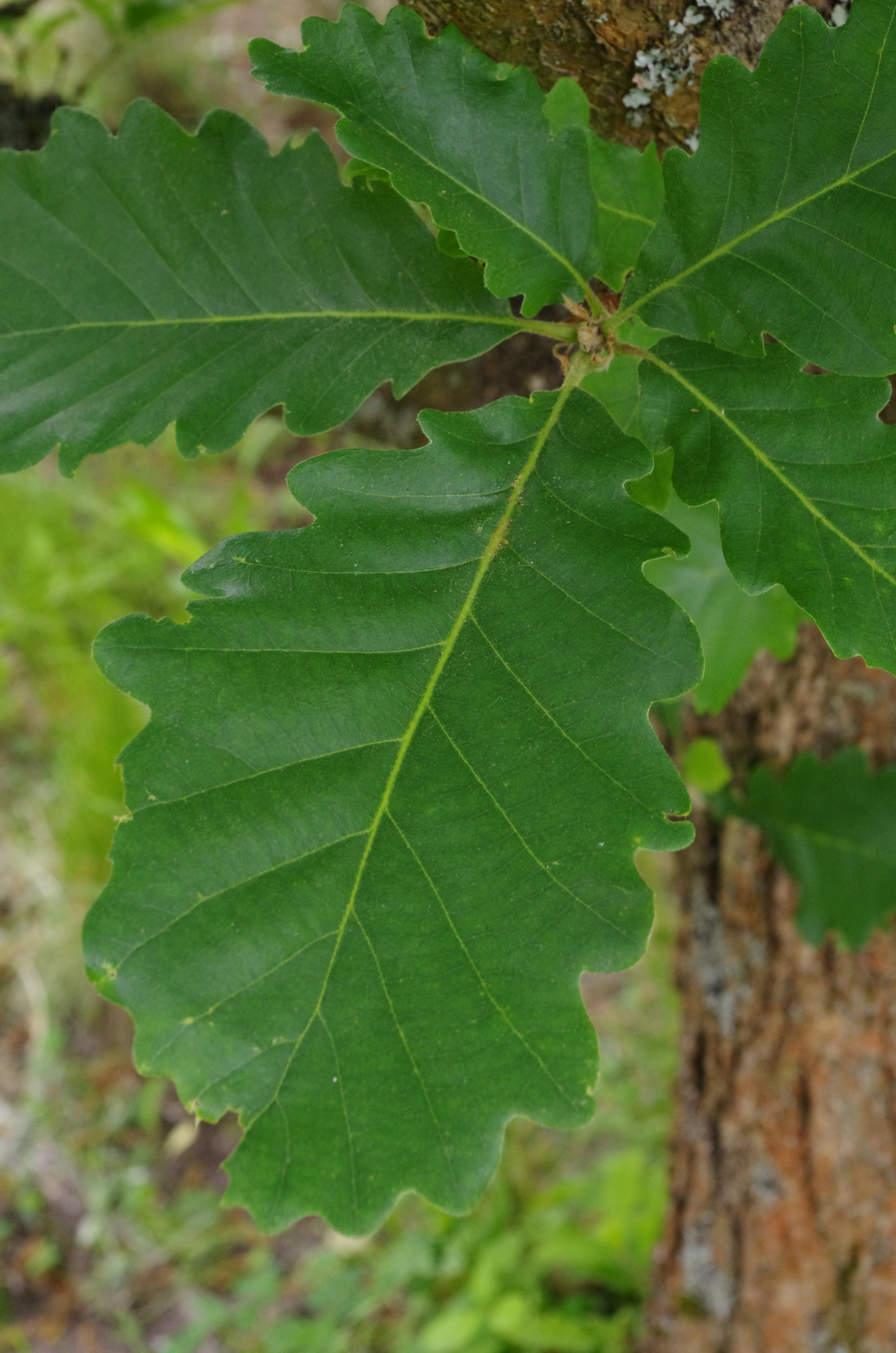
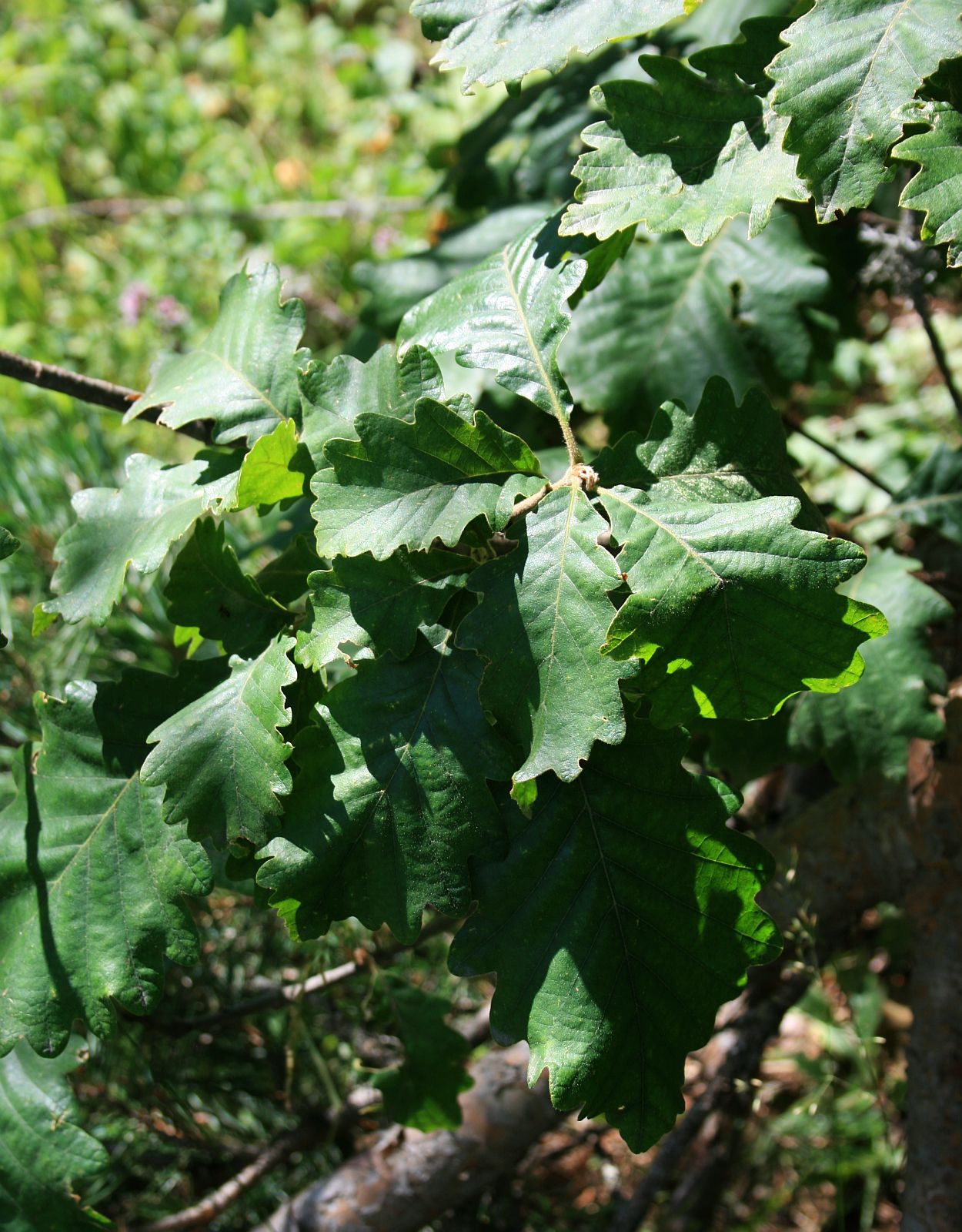
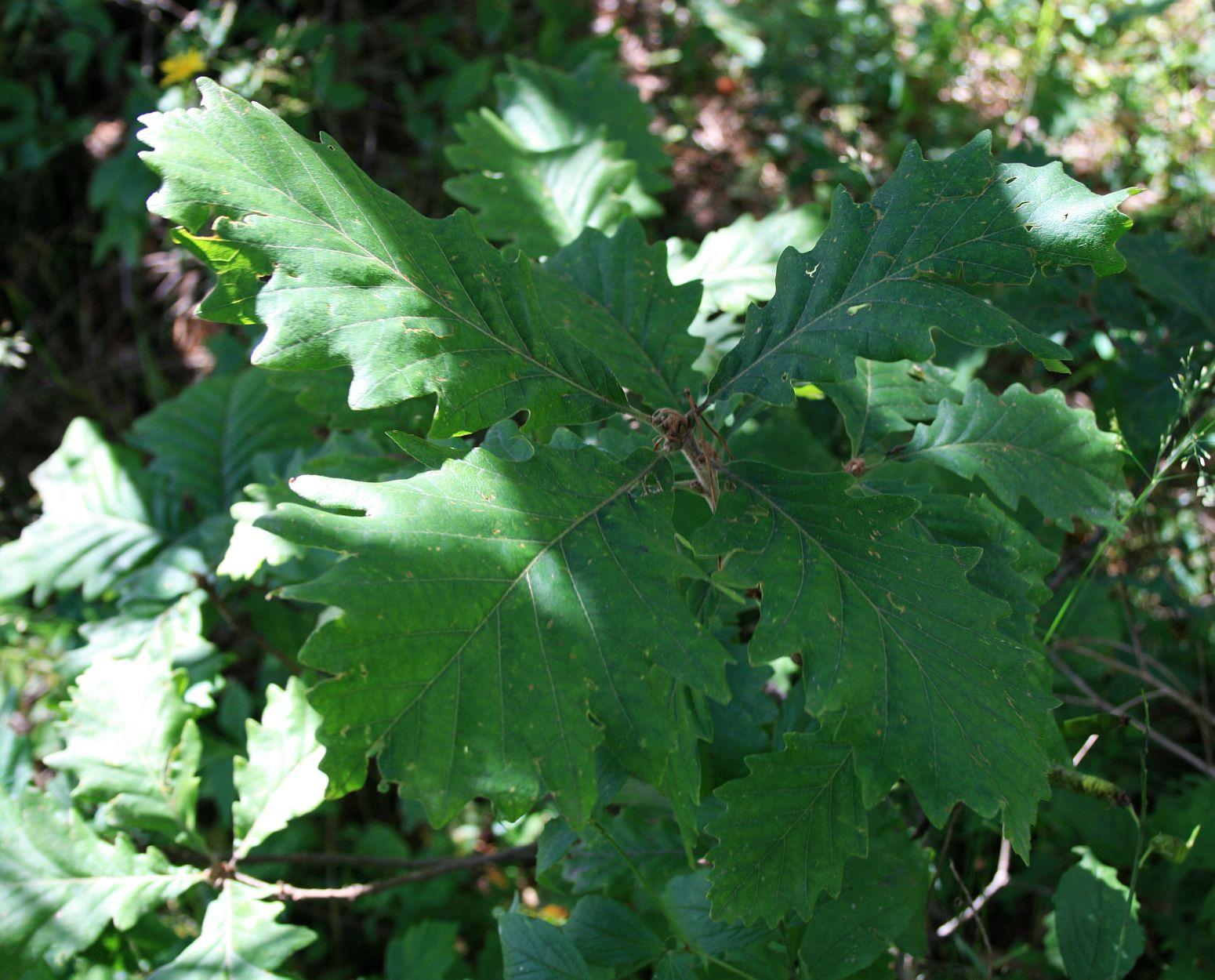